# 尾関周二
尾関 周二（おぜき しゅうじ、1947年2月18日 - ）は、日本の哲学者。東京農工大学名誉教授。元共生社会システム学会会長、元唯物論研究会委員長。専門は環境哲学、コミュニケーション論。
日本における環境哲学・思想研究の第一人者。

## 人物・経歴
岐阜県笠松町生まれ。岐阜県立岐阜高等学校卒、1969年京都大学文学部哲学科卒、1974年同大学院博士課程哲学専攻満期退学。
1973年に、京都大学から発刊された「哲学論叢」の第1号に寄稿している。
京都大学では、ドイツ語のクラスで同じだった鹿児島大学名誉教授の種村完司、同志社大学名誉教授の木下康光、京都工芸繊維大学名誉教授の大橋良介らと読者会をおこなった。
1977年戸坂潤賞受賞。戸坂潤賞は、第3回まで「該当者なし」だったため、第4回受賞者の尾関が、最初の受賞者となった。
1978年から東京農工大学農学部講師、助教授、農学府共生持続社会学専攻教授、東京農工大学連合大学院教授。
1985年ごろに、ウィーン大学の科学哲学の附属研究所へ交換留学している。
1980年代末に『思想と現代』で「往復書簡」による誌上討論を一橋大学名誉教授の島崎隆とおこなった。
1999年「言語的コミュニケーションと労働の弁証法 現代社会と人間の理解のために」で一橋大学より社会学博士の学位を取得。
2000年唯物論研究協会委員長。
2003年日本哲学会委員兼事務局長。
2007年環境思想・教育研究会会長。
2011年日本哲学会評議員。
2012年東京農工大学定年退職、名誉教授。
2014年共生社会システム学会会長。

## 著書

### 単著
- 『言語と人間』大月書店 科学全書 1983
- 『言語的コミュニケーションと労働の弁証法 現代社会と人間の理解のために』大月書店 1989
- 『遊びと生活の哲学 人間的豊かさと自己確証のために』大月書店 1992
- 『現代コミュニケーションと共生・共同』青木書店 1995
- 『環境と情報の人間学 共生・共同の社会に向けて』青木書店 シリーズ現代批判の哲学 2000
- 『環境思想と人間学の革新』青木書店 2007
- 『多元的共生社会が未来を開く』農林統計出版 2015

### 共編著
- 『ターミノロジー学 ヴュスターの言語哲学とその応用』クリスティアン・ガリンスキー共編著 文理閣 1987
- 『国際化時代に生きる日本人』高橋明善、久保田穣、千野陽一共編著 青木書店 1992
- 『新たな社会への基礎イメージ』佐藤和夫、後藤道夫共編 大月書店 ラディカルに哲学する 1995
- 『思想としてのコミュニケーション』種村完二、古茂田宏、清眞人、伊藤宏一、佐藤春吉共編 大月書店 ラディカルに哲学する 1995
- 『環境哲学の探求』編 大月書店 1996
- 『エコフィロソフィーの現在 自然と人間の対立をこえて』編 大月書店 2001
- 戸坂潤『京都哲学撰書 第10巻 科学と文学の架橋』編 燈影舎 2001
- 『「共生」思想の探求 アジアの視点から』吉田傑俊、卞崇道共編 青木書店 2002
- 『アーレントとマルクス』吉田傑俊、佐藤和夫共編 大月書店 2003
- 『ターミノロジー学の理論と応用 情報学・工学・図書館学』岡谷大共著 東京大学出版会 2003
- 『環境思想キーワード』亀山純生、武田一博共編著 青木書店 2005
- 『共生社会システム学序説 持続可能な社会へのビジョン』矢口芳生共編 青木書店 2007
- 『現代に挑む哲学 日中共同研究：東アジアの観点から』野家啓一、卞崇道共編 学文社 2007
- 『共生と共同、連帯の未来 21世紀に託された思想』藤谷秀、大屋定晴共編 青木書店 シリーズ「哲学から未来をひらく」2009
- 『〈農〉と共生の思想 〈農〉の復権の哲学的探求』亀山純生、武田一博、穴見愼一共編著 農林統計出版 2011
- 『環境哲学のラディカリズム 3.11をうけとめ脱近代へ向けて』武田一博共編 学文社 2012
- 『環境哲学と人間学の架橋』上柿崇英共編 世織書房 2015
- 『「環境を守る」とはどういうことか―環境思想入門』環境思想・教育研究会共編 岩波書店 2016

### 翻訳
- J・M・クッツェー『動物のいのち』森祐希子共訳 大月書店 2003

## 論文
- CiNii>尾関周二